# Фет Левер
Лафајет Фет Левер (енгл. Lafayette "Fat" Lever; Пајн Блаф, Арканзас, САД 18. август 1960) је бивши амерички кошаркаш. Играо на позицијама Плејмејкера и бека, наступао је за Кентаки колонелсе у АБА лиги и за Денвер нагетсе у НБА. Играо је колеџ кошарку на Универзитету Аризона стејт за Аризона стејт Сан девилсе у периоду од 1978. до 1982. године. По завршетку кошаркашке каријере која је трајала од 1982. до 1994. године, постао је директор развоја играча за НБА Сакраменто кингсе, као и аналитичар за Кингсове радио емисије.

## Почеци
Левер је рођен у Пајн Блафу, Арканзас, у породици Елмера и Вилија Левера. Други ои реду од три синнова, добио је надимак „Дебели” од свог млађег брата, Елмера млађег, који је имао проблема да изговори све слогове у свом имену. Њихов отац никада није живео са породицом. Године 1970. њихова мајка Вили је отишла на запад да ради, док су браћа живела са баком и дедом. Деца су се придружила својој мами у Тусону, у Аризони, годину дана касније.

## Професионална НБА каријера

### Портланд Траил Блазерс (1982–1984.)
Левер је као члан „Аризона универзитета” на НБА драфту 1982. године изабран од стране Портланд трејлблејзерса као 11. пик. Док је био у АСУ, његов саиграч гард-тандем био је Бајрон Скот, који је рано напустио школу (1983) да би потписао за Сан Дијего клиперсе. У свом НБА дебију, Левер је забележио 9 поена, 7 асистенција и 4 украдене лопте у поразу од Канзас Сити кингса. Дана 20. јануара, Левер је забележио свој први дабл-дабл у каријери са 14 поена и 13 асистенција у поразу у гостима против Маверикса. Три дана касније, Левер је забележио свој други дабл-дабл у каријери када је имао 11 поена и 10 асистенција у гостујућој победи над Спарсима. Дана 20. марта, Левер је постигао рекордних 19 поена у сезони уз 6 асистенција када су Траилблејзерси победили Нагетсе.
Током своје почетничке сезоне, Левер је просечно бележио 7,8 поена, 2,8 скокова, 5,3 асистенције и 1,9 украдених лопти по утакмици.

### Денвер нагетси (1984−1990.)
Левер се сматрао једним од најбољих плејмејкера НБА лиге касних 1980-их док је играо за Денвер нагетсе.
У свом дебију са Нагетсима, Левер је забележио 14 поена и 12 асистенција у победи над Вориорсима. Левер је 6. новембра забележио дабл-дабл од 24 поена и 18 асистенција у победи у гостима над Лејкерсима, први пут у историји Нагетса. Дана 9. марта против Пејсерса, Левер је забележио свој први трипл-дабл у каријери са 13 поена, 15 асистенција и рекордних 10 украдених лопти. Дана 10. априла, Левер је забележио дабл-дабл од 26 поена и 18 асистенција у поразу у гостима против Клиперса. У то време се придружио Меџику Џонсону (1982-83) као једини играч од спајања АБА и НБА који је имао најмање 2 утакмице у регуларној сезони са 24 поена и 18 асистенција.
У својој првој сезони са Нагетсима, Левер је просечно бележио 12,8 поена, 5,0 скокова, 7,5 асистенција и 2,5 украдене лопте по утакмици. Следеће сезоне, Левер је наставио са импресивним наступом за Нагетсе. Дана 12. новембра 1985. Левер је забележио свој први дабл-дабл од 30 поена пошто је забележио 31 поен, 12 асистенција и 9 скокова у поразу од Рокетса.
Упркос својој висини (1.91 m), Левер је редовно водио Нагетсе у броју остварених скокова. Он је лидер франшизе Нагетса свих времена у украденим лоптама и био је други по асистенцијама у каријери. Он је један од само три играча у историји НБА који су забележили 15. плус поена, скокова и асистенција у једној утакмици плеј-офа (други су Вилт Чемберлен и Џејсон Кид).

### Далас маверикси (1990−1994.)
Левера су Нагетси мењали у Далас мавериксе 1990. године за 9. пик Мавса на НБА драфту 1990. године и први пик у следећем драфту. Нагетси су накнадно мењали пик број 9. и сопствени пик број 15. са Мајами хитом за Хитов број 3. на драфту 1990. године, а Денвер је са себе предао Мавсов избор првог кола 1991. (што је првобитно био пик Детроит пистонса који су купили дил у мењању Марка Агиреа/Адријана Дантлија) Вашингтон булетсима заједно са Мајклом Адамсом, за избор Булетса у првом кругу на драфту 1991. године. Компликовано, али се тако ради у НБА бизнису.
Левер је паузирао целу сезону 1992/93. због повреде колена. Напустио је Мавериксе 1994. и завршио каријеру са просеком од 13,9 поена, шест скокова, 6,2 асистенције и 2,22 украдене лопте по утакмици.

## Достигнућа у каријери
Међу Леверовим достигнућима у каријери било је избор у два НБА ол-стар тима, затим избор у ол-НБА други тим 1987. године и ол-дефанзивног другог тима 1988. године.
На крају регуларне сезоне 2020/21, заузима 11. место на листи највише постигнутих трипл-даблова у регуларној сезони са 43. у 11. сезона, испред играча попут Мајкла Џордана (28), Клајда Дрекслера (25). ) и Карим Абдул Џабара (21).
Каријеру је завршио као други водећи у асистенцијама у тиму Нагетса, иза саиграча Алекса Инглиша, трећи по скоковима, иза Ајсела и Инглиша.
Дана 2. децембра 2017. године Нагетси су повукли Леверов дрес са бројем 12 током домаће утакмице против Лос Анђелес лејкерса, где су победили са 115 : 100.

## НБА играчка статистика
| Сезона   | Екипа    | ОУ  | СУ  | МПУ  | ПШ%  | 3П%  | СБ%  | СПУ | АПУ | УПУ | БПУ | ППУ  |
| -------- | -------- | --- | --- | ---- | ---- | ---- | ---- | --- | --- | --- | --- | ---- |
| 1982/83. | Портланд | 81  | 45  | 24.9 | .431 | .333 | .730 | 2.8 | 5.3 | 1.9 | .2  | 7.8  |
| 1983/84. | Портланд | 81  | 22  | 24.8 | .447 | .200 | .743 | 2.7 | 4.6 | 1.7 | .4  | 9.7  |
| 1984/85. | Денвер   | 82  | 82  | 31.2 | .430 | .250 | .770 | 5.0 | 7.5 | 2.5 | .4  | 12.8 |
| 1985/86. | Денвер   | 78  | 77  | 33.5 | .441 | .316 | .725 | 5.4 | 7.5 | 2.3 | .2  | 13.8 |
| 1986/87. | Денвер   | 82  | 82  | 37.2 | .469 | .239 | .782 | 8.9 | 8.0 | 2.5 | .4  | 18.9 |
| 1987/88. | Денвер   | 82  | 82  | 37.3 | .473 | .211 | .785 | 8.1 | 7.8 | 2.7 | .3  | 18.9 |
| 1988/89. | Денвер   | 71  | 71  | 38.7 | .457 | .348 | .785 | 9.3 | 7.9 | 2.7 | .3  | 19.8 |
| 1989/90. | Денвер   | 79  | 79  | 35.8 | .443 | .414 | .804 | 9.3 | 6.5 | 2.1 | .2  | 18.3 |
| 1990/91. | Далас    | 4   | 0   | 21.5 | .391 | .000 | .786 | 3.8 | 3.0 | 1.5 | .8  | 7.3  |
| 1991/92. | Далас    | 31  | 5   | 28.5 | .387 | .327 | .750 | 5.2 | 3.5 | 1.5 | .4  | 11.2 |
| 1993/94. | Далас    | 81  | 54  | 24.0 | .408 | .351 | .765 | 3.5 | 2.6 | 2.0 | .2  | 6.9  |
| Укупно   | Укупно   | 752 | 599 | 31.7 | .447 | .310 | .771 | 6.0 | 6.2 | 2.2 | .3  | 13.9 |
| Ол-стар  | Ол-стар  | 2   | 1   | 26.5 | .519 | .000 | .875 | 3.5 | 2.5 | 1.0 | .0  | 16.5 |

### Плеј−оф
| Сезона | Екипа    | ОУ | СУ | МПУ  | ПШ%  | 3П%  | СБ%   | СПУ  | АПУ | УПУ | БПУ | ППУ  |
| ------ | -------- | -- | -- | ---- | ---- | ---- | ----- | ---- | --- | --- | --- | ---- |
| 1983.  | Портланд | 7  | 0  | 19.1 | .452 | .000 | .800  | 2.0  | 4.4 | 1.0 | .0  | 6.0  |
| 1984.  | Портланд | 5  | 0  | 15.0 | .267 | .667 | .800  | 3.0  | 1.8 | .8  | .0  | 10.0 |
| 1985.  | Денвер   | 11 | 8  | 31.1 | .402 | .000 | .762  | 6.5  | 8.5 | 2.4 | .2  | 13.3 |
| 1986.  | Денвер   | 10 | 10 | 34.7 | .450 | .571 | .708  | 4.8  | 5.3 | 2.0 | .2  | 14.3 |
| 1987.  | Денвер   | 3  | 3  | 33.0 | .380 | .250 | .667  | 6.0  | 7.3 | 2.3 | .0  | 15.3 |
| 1988.  | Денвер   | 7  | 7  | 39.0 | .459 | .429 | .788  | 9.3  | 7.0 | 1.9 | .6  | 17.0 |
| 1989.  | Денвер   | 2  | 2  | 29.0 | .375 | .667 | 1.000 | 6.5  | 9.5 | 2.0 | .0  | 11.0 |
| 1990.  | Денвер   | 3  | 3  | 37.7 | .373 | .143 | .929  | 10.7 | 7.0 | 2.7 | .3  | 17.3 |
| Укупно | Укупно   | 48 | 33 | 30.0 | .414 | .409 | .775  | 5.8  | 6.2 | 1.9 | .2  | 12.4 |